# 스페셜 탐사 스포트라이트
《스페셜 탐사 스포트라이트》는 대한민국의 JTBC에 비정기적 방영 중인 탐사보도 프로그램이다.

## 방송 시간
| 방송 채널 | 방송 기간                                                                          | 방송 시간                            |
| --------- | ---------------------------------------------------------------------------------- | ------------------------------------ |
| JTBC      | 2015년 5월 31일 ~ 2015년 6월 28일                                                  | 매주 일요일 밤 8시 40분 ~ 9시 45분   |
| JTBC      | 2015년 7월 5일 ~ 2015년 10월 18일                                                  | 매주 일요일 밤 11시 ~ 12시 10분      |
| JTBC      | 2015년 10월 23일 ~ 2016년 3월 25일                                                 | 매주 금요일 밤 9시 40분 ~ 11시       |
| JTBC      | 2016년 4월 3일 ~ 2020년 4월 23일                                                   | 매주 목요일 밤 9시 30분 ~ 11시       |
| JTBC      | 2020년 5월 21일 ~ 2020년 11월 5일                                                  | 매주 목요일 밤 11시 ~ 12시 20분      |
| JTBC      | 2020년 12월 5일 ~ 2021년 3월 20일 2021년 4월 10일 2021년 5월 29일 ~ 2021년 6월 5일 | 매주 토요일 저녁 7시 40분 ~ 9시      |
| JTBC      | 2021년 9월 4일 ~ 2021년 9월 11일                                                   | 매주 토요일 저녁 6시 40분 ~ 7시 40분 |

## 결방 사유
- 2017년 10월 5일 : 추석특선영화 편성 관계로 인하여 결방
- 2018년 1월 18일 : JTBC 뉴스룸 긴급토론 편성 관계로 인하여 결방
- 2018년 2월 15일 : 설날특선영화 편성 관계로 인하여 결방
- 2018년 5월 3일 : 백상예술대상 편성 관계로 인하여 결방
- 2019년 1월 24일 : 2019 아시안컵 16강전 <베트남 vs 일본> 경기 중계방송 관계로 인하여 결방
- 2019년 2월 28일 : 북미정상회담 결렬 관계로 인하여 결방
- 2019년 8월 15일 : 창사기획 《DMZ》 프롤로그 편성 관계로 인하여 결방
- 2019년 9월 12일 : 추석 특집 편성 관계로 인하여 결방
- 2020년 1월 2일 ~ 1월 9일 : 편성 관계로 인하여 결방
- 2020년 4월 30일, 5월 7일, 5월 14일 : 편성 관계로 인하여 결방
- 2020년 10월 1일 : 추석특선영화 편성 관계로 인하여 결방
- 2020년 11월 12일 : 편성 관계로 인하여 결방
- 2020년 11월 19일 ~ 11월 26일 : 《JTBC FACTUAL - KOREAN WAR》 편성 관계로 인하여 결방
- 2021년 2월 13일 : 설날 편성 관계로 인하여 결방
- 2021년 3월 27일 ~ 2021년 4월 3일 : 《JTBC FACTUAL》 편성 관계로 인하여 결방
- 2021년 4월 17일 ~ 2021년 5월 22일 : 《JTBC FACTUAL》 편성 관계로 인하여 결방
- 2021년 6월 12일 ~ 2021년 8월 28일 : 내부 사정 관계로 인하여 결방
- 2021년 9월 18일 : 추석 특집 편성 관계로 인하여 결방

## 참고 사항
- 조금은 더 나은 세상을 위한 탐사라고 구호로 외쳤다.
- 엔딩은 이규연의 생각노트에 나온 적이 있다.
- 일부 방송은 인권보호 및 출연자의 요청으로 인해 다시보기 서비스를 삭제되었으며, 282회 방송분부터 다시보기 서비스가 재개되었다.

## 같이 보기
- 추적 60분
- 시사멘터리 추적
- 9층 시사국
- 시사기획 창
- 시사매거진 2580
- 탐사기획 스트레이트
- SBS 뉴스토리
- 진실을 검색하다, 써치
- 탐사보도 세븐
- 나는 SOLO
- 세계는 그리고 우리는, 주말 와이드 성경섭입니다, 좋은 주말, 아침 & 뉴스 류수민입니다